# Алекс Грей (хокеїст)
Алекс Грей (англ. Alex Gray, 21 червня 1899, Глазго — 10 квітня 1986) — канадський хокеїст, що грав на позиції крайнього нападника.
Володар Кубка Стенлі.

## Ігрова кар'єра
Професійну хокейну кар'єру розпочав 1927 року.
Протягом професійної клубної ігрової кар'єри, що тривала 7 років, захищав кольори команд «Нью-Йорк Рейнджерс» та «Торонто Мейпл-Ліфс».
У 1928 році, граючи за команду «Нью-Йорк Рейнджерс», став володарем Кубка Стенлі.
Загалом провів 60 матчів у НХЛ, включаючи 9 ігор плей-оф Кубка Стенлі.